# Kritlansmossa
Kritlansmossa (Barbula lurida) är en bladmossart som beskrevs av Hornschuch 1840. I den svenska databasen Dyntaxa används istället namnet Didymodon luridus. Enligt Catalogue of Life ingår Kritlansmossa i släktet neonmossor och familjen Pottiaceae, men enligt Dyntaxa är tillhörigheten istället släktet lansmossor och familjen Pottiaceae. Enligt den svenska rödlistan är arten nationellt utdöd i Sverige. . Arten har tidigare förekommit på Gotland men är numera lokalt utdöd. Artens livsmiljö är jordbrukslandskap. Inga underarter finns listade i Catalogue of Life.